# Provincia di Makira-Ulawa
La provincia Makira-Ulawa è una delle nove province delle Isole Salomone.
La provincia è costituita essenzialmente dall'isola di Makira, cui si aggiungono una serie di isolotti circostanti.
Ha una superficie di 3.188 km² e 31.006 abitanti (Censimento 1999).